# Nicéforo Comneno
Nicéforo Comneno (en griego: Νικηφόρος Κομνηνός, romanizado: Nikēphoros Komnēnos; c.  970-después de 1026/1027) fue un jefe militar bizantino durante el reinado de los emperadores Basilio II y Constantino VIII. Se desempeñó como gobernador de la región armenia de Vaspurakan y es uno de los primeros miembros conocidos de la familia Comneno, que llegó a gobernar el Imperio Bizantino en 1081-1185.

## Biografía
Nicéforo Comneno es uno de los primeros miembros documentados de la familia Comneno, pero no se sabe nada de sus primeros años o su conexión con la rama principal de la familia, que finalmente dio origen a la dinastía imperial. El académico griego Konstantinos Varzos sugirió que nació c. de  970, y que era el hermano menor del patriarca de la dinastía Comneno, Manuel Erótico Comneno, pero ninguna suposición puede ser verificada.
Nicéforo se menciona por primera vez en el registro histórico en c.  1022 , poco después de que el rey de Vaspurakan, Senekerim, incapaz de resistir la presión de sus vecinos musulmanes, rindiera su reino al emperador bizantino Basilio II a cambio de grandes propiedades y la gobernación del Tema de Sebaste. Basilio II le dio inicialmente la nueva provincia de Baspracania (en griego: Ἀσπρακανία, romanizado: Asprakania) a Basilio Argiro, pero se vio obligado a reemplazarlo poco después debido a su ineptitud. Él protospatario Nicéforo Comneno fue elegido para suceder a Basilio Argiro como gobernador (estratego o catapán), y rápidamente logró imponer el dominio bizantino sobre el país. El historiador armenio contemporáneo Aristaces de Lastiver registra que Nicéforo capturó el Principado de Arzes en la orilla norte del lago de Van y lo incorporó a su provincia, aunque según la narración del también historiador árabe cristiano contemporáneo Yahya de Antioquía, la hazaña fue llevado a cabo por el propio emperador Basilio.
Nicéforo Comneno continuó sirviendo como estratego de Baspracania bajo el hermano y sucesor de Basilio II, Constantino VIII, pero en 1026 fue despedido por sospecha de deslealtad y llamado a Constantinopla, donde fue cegado. El registro histórico proporciona dos versiones diferentes sobre los antecedentes de su retiro: el cronista bizantino Juan Escilitzes informa que insistió en una promesa escrita de apoyo de sus tropas, destinada a ser utilizada contra los gobernantes turcos vecinos, pero que fue interpretado por Constantino como un intento de crear una fuerza personalmente leal a él. Mientras que Escilitzes declara que la acusación es infundada y culpa al demasiado sospechoso Constantino, Aristaces afirma que Nicéforo de hecho participó en conversaciones traicioneras con el rey Jorge I de Georgia, con el objetivo de declararse emperador o hacer de Vaspurakan un reino independiente. Sin embargo, cuando las tropas de Capadocia se enteraron, capturaron a Nicéforo y lo enviaron prisionero a Constantinopla, donde Constantino VIII, después de examinar cuidadosamente el asunto y convencerse de la culpabilidad de Nicéforo, lo hizo cegar a él y a ocho de sus compañeros al año siguiente.
Se desconoce su destino después de eso, la fecha de su muerte, así como la existencia de descendientes.